# Louella Maxam
Louella Maxam (St. Augustine, 10 juni 1891 – Burbank, 3 september 1970) was een Amerikaanse actrice die van 1913 tot 1921 in meer dan vijftig stomme films gespeeld heeft.

## Biografie
Louella Marguerite Maxam werd in 1891 geboren in Florida als oudste kind van Sue E. Maxam. Over haar vader is weinig bekend behalve dat hij stierf vóór april 1910, toen Sue als weduwe geregistreerd stond. Louella liep school in Saint Louis (Missouri), voordat ze met haar moeder en broer naar Californië verhuisde. Daar deed ze aanvankelijk de boekhouding in een lokale supermarkt, maar na enkele jaren vond ze werk in de snelgroeiende filmindustrie van Hollywood als figurant en speelde ze kleine niet-gecrediteerde rollen in komedies en westerns.
In de tweede helft van 1913 werd ze gecast voor een bijrol in de serial film The Adventures of Kathlyn. Vanaf 1915 kwam haar acteercarrière definitief van de grond met substantiëlere rollen in westerns. In 1915 was ze de "leading lady" in een reeks korte films met Tom Mix in de hoofdrol, die tijdens het tijdperk van de stomme film en in de periode van vroege geluidsfilms gepromoot werd als de "Cowboy King of Hollywood". Later speelde ze een vrouwelijke hoofdrol in andere films voor verschillende studio's, waaronder verschillende producties met een andere vroege cowboyster, Franklyn Farnum. Op de aftiteling van films werd ze vaak ook vermeld als Lola, Lula, Lulu of Luella Maxim.
Na haar vertrek uit Hollywood in 1921 ging Maxam aan de slag bij de provinciale en gemeentelijke overheid in Californië, waaronder de politie van Burbank, waar ze in 1943 werd aangenomen als de eerste politieagente van die stad.
Maxam trouwde drie keer. Haar eerste huwelijk uit 1910 was met John Joseph Keller, een boekhouder. Het echtpaar kreeg een dochter, Norma Marguerite, geboren op 23 april 1911. Na de scheiding van Keller trouwde Maxam met acteur William Brunton, een huwelijk dat stand hield tot 1920. Over haar derde echtgenoot, met wie ze in de loop van de jaren twintig trouwde, is weinig bekend. Zijn achternaam was Modie en hij overleed vóór april 1930, toen Louella als weduwe geregistreerd stond. Ze identificeerde zichzelf voor de rest van haar leven als Louella Maxam Modie. Maxam overleed op 3 september 1970 in een ziekenhuis in Burbank (Californië), een doodsoorzaak is niet gekend.